# Calamariinae
Calamariinae (лат.) — подсемейство некрупных (примерно до 30 см в длину) змей семейства ужеобразных. Имеют небольшие головы, короткие хвосты, а тело покрыто гладкими чешуйками. Распространены в Японии, Южном Китае, Юго-восточной Азии, Индии, Малайзии, Индонезии и на Филиппинах. Ведут наземный образ жизни, чаще всего встречаясь в лесной подстилке или под брёвнами, хотя некоторые карликовые змеи и сулавесские ужи являются роющими и питаются земляными червями. Все виды яйцекладущие. 4 вида имеют охранный статус «находящихся на грани полного уничтожения» , ещё 2 — «уязвимых» .
В состав подсемейства включают более 90 видов из семи родов:
- Calamaria — Карликовые змеи (69 видов)
- Calamorhabdium — Сулавесские ужи[4] (2 вида)
- Collorhabdium — Тростниковые змеи[4] (1 вид — Collorhabdium williamsoni Smedley, 1932)
- Etheridgeum (1 вид — Etheridgeum pulchrum Werner, 1924)
- Macrocalamus (8 видов)
- Pseudorabdion (15 видов)
- Rabdion (2 вида)